# Флорида-Кіс

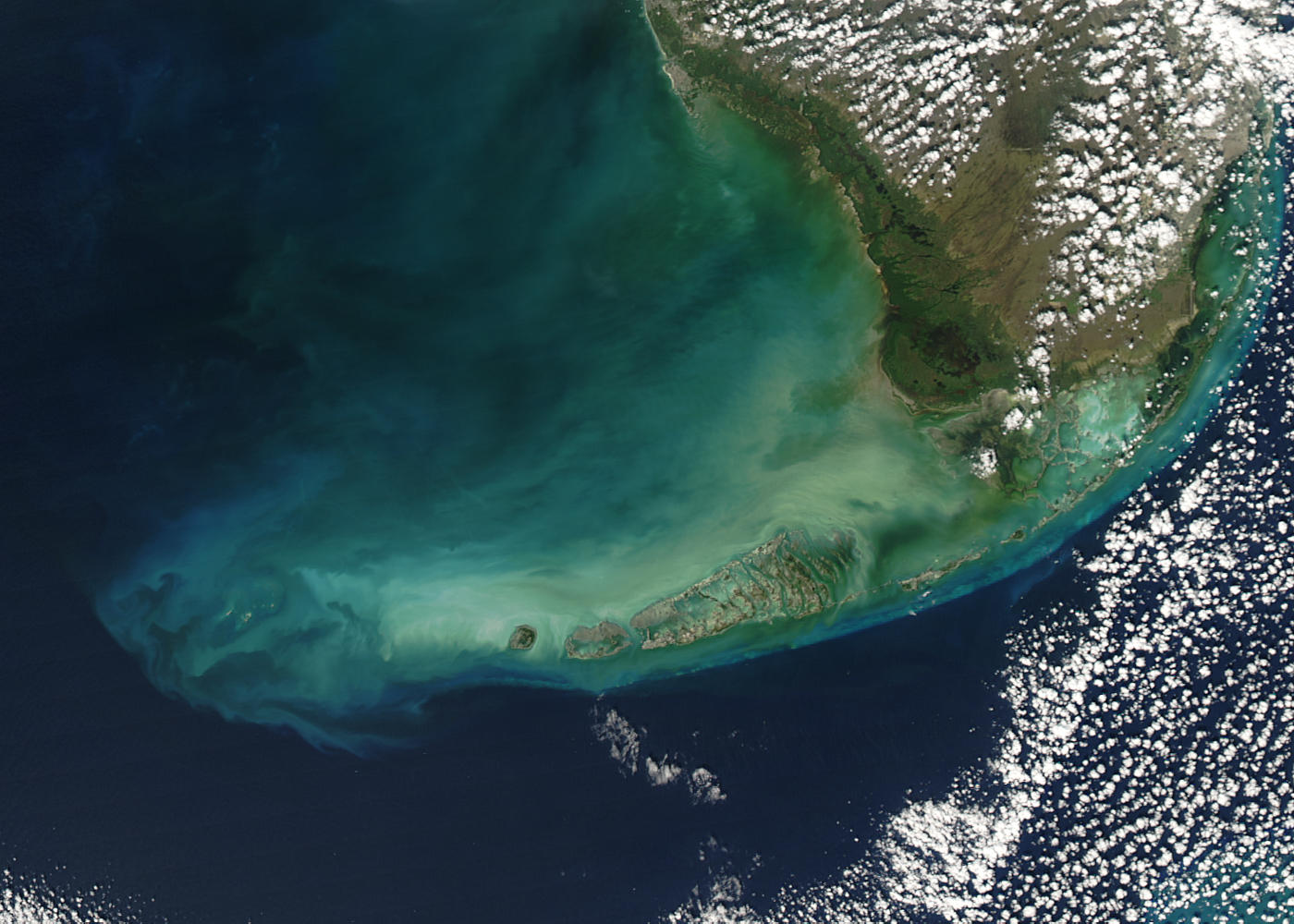
Супутникове зображення Флорида-Кіс

Флорида-Кіс (англ. Florida Keys) — кораловий рифовий архіпелаг, що розташований біля південного узбережжя Флориди, утворює найпівденнішу частину континентальної частини США. Він починається на південно-східному узбережжі півострова Флорида, приблизно у 25 км на південь від Маямі, й тягнеться лагідною дугою на південний захід до Кі-Вест, найзахіднішого з населених островів, та до незаселеного Драй-Тортугас. Острови лежать вздовж Флоридської протоки, що розділяє Атлантичний океан на сході від Мексиканської затоки на північному заході, і визначають один край Флоридської затоки. У найближчій точці південна частина Кі-Вест розташована у 140 км від Куби. Флорида-Кіс розташовані приблизно від 24,3 до 25,5 градусів північної широти.
Більше 95 відсотків земельної площі лежить у графстві Монро, але невелика частина поширюється на північний схід у повіті Маямі-Дейд, наприклад, Тоттен-Кі. Загальна площа суші складає 356 км². Станом на 2010 рік населення становило 73 090 з середньою щільністю 205,54 осіб на км², хоча значна частина населення зосереджена у кількох районах значно більшої щільності, таких як місто Кі-Вест, де мешкає 32 % усього населення Кіс. Оцінка перепису населення США за 2014 рік — 77,136 особи.
Місто Кі-Вест є адміністративним центром повіту Монро. Повіт поділено на материкову частину, що майже повністю розташована у Національному парку Еверглейдс, та на острови Кіс від Кі-Ларго до Драй-Тортугас.

## Історія

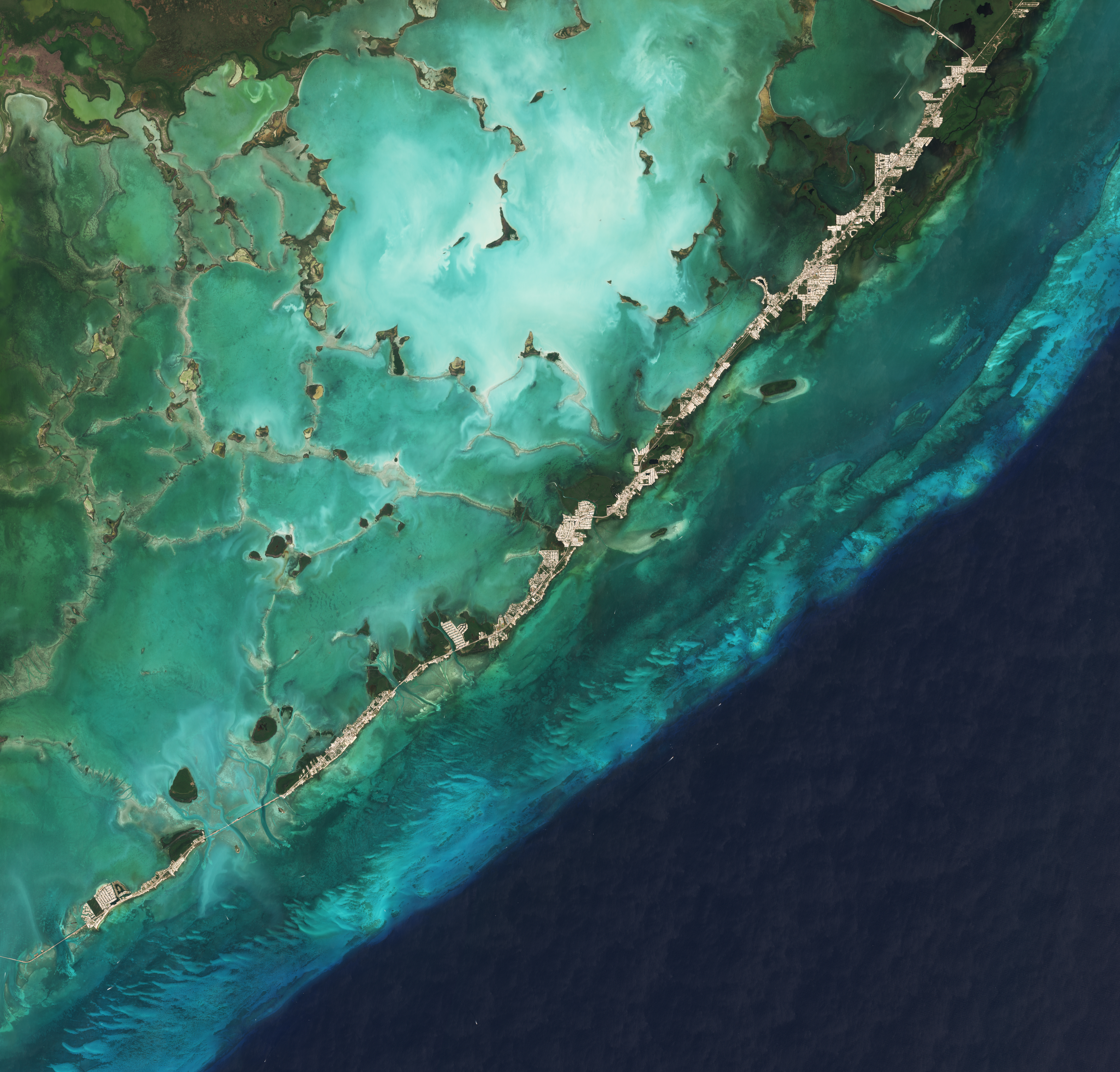
Ловер-Мейткамб-Кі від Кі-Ларго, знімок супутника Sentinel-2

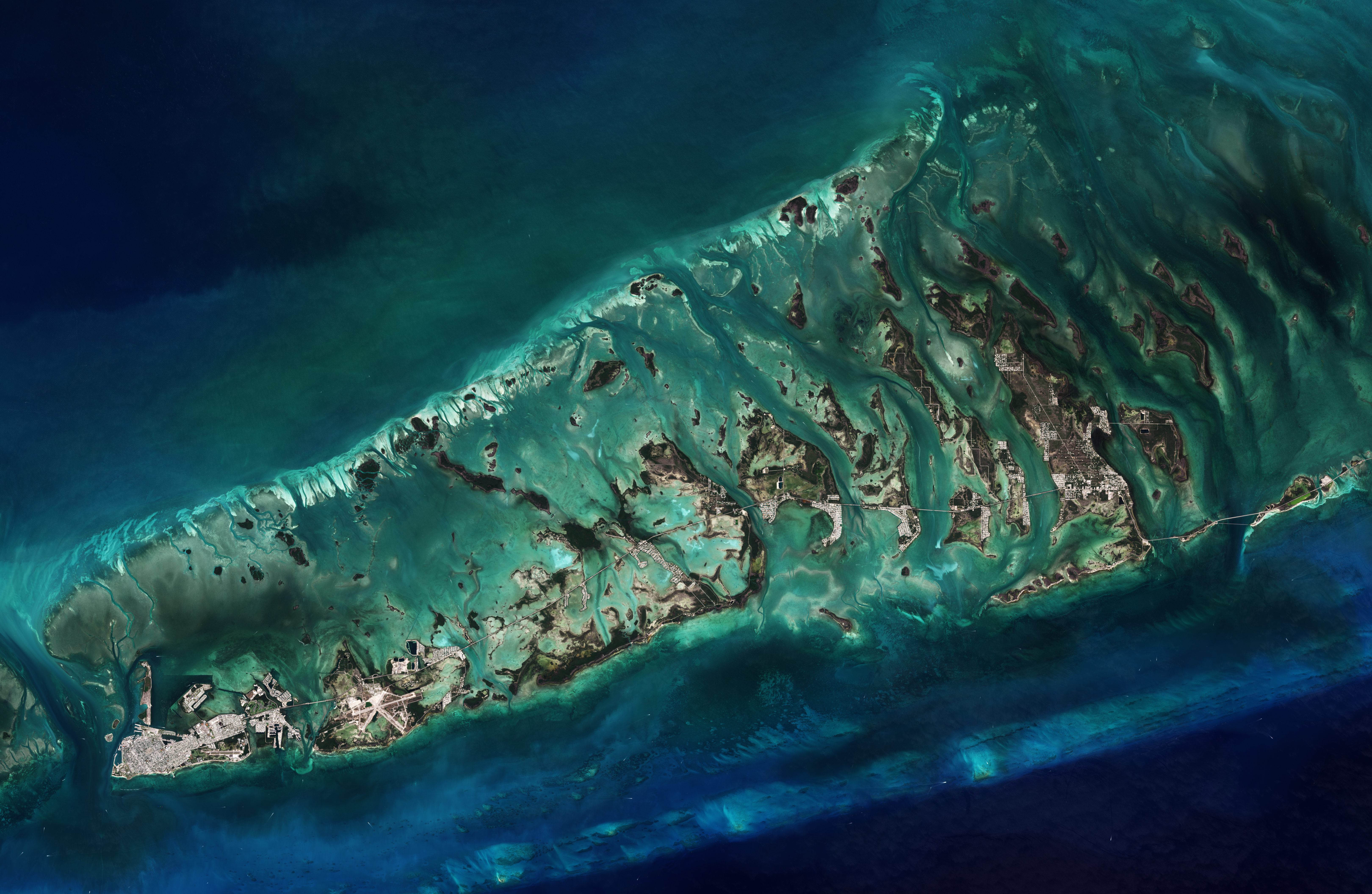
Кі-Вест до великого Біг-Пайн-Кі, вид з супутника Sentinel-2

Спочатку ключі були заселені племенами калуса та текуеста, й у 1513 році був помічений Хуаном Понсе де Леоном. Де Леон назвав острови Лос-Мартірес («Мученики»), оскільки вони здалеку виглядали як страждаючі люди. «Кі» походить від іспанського слова кайо (cayo), що означає малий острів. Протягом багатьох років Кі-Вест був найбільшим містом у штаті Флорида, і він процвітав за рахунок доходів від кораблегину. Віддалений форпост був добре розташований для торгівлі з Кубою та Багамами на головному торговому шляху з Нового Орлеана. Поліпшення навігації призвело до зменшення кораблегину й Кі-Вест пішов у занепад наприкінці ХІХ сторіччя.

### Заморська залізниця
Кіс були задавна доступні лише водою. Це змінилося зі зведення заморської залізниці Генрі Флаглера на початку 1910-х років. Флаглер, великий розробник Флоридського атлантичного узбережжя, протягнув свою Флоридську східну берегову залізницю до Кі-Веста амбітною серією заморських залізничних естакад. Три урагани 1906, 1909 та 1910 років зривали проект.

### Ураган Дня праці 1935 року
Найгірший ураган, що завдав удару по ЗДА, що кинувся на узбережжя поблизу Ісламоради у Аппер-Кіс на день праці, понеділок, 2 вересня. За оцінкою пориви вітру сягали 320 км на годину, здійняли штормові хвилі до 5,3 метрів над рівнем моря, що омиває острови. Понад 400 людей загинули, хоча за деякими оцінками кількість загиблих становить понад 600.
Ураган Дня праці був одним із чотирьох ураганів, що кинулися на узбережжя ЗДА з силою 5-ї категорії, з початку достовірних погодних записи (з близько 1850 року). Іншими бурями були ураган Каміль (1969), ураган Ендрю (1992) та ураган Майкл (2018).
У 1935 році на будівництві нових мостів шосе через цілі Кіс, працювали сотні ветеранів Першої світової війни. Вони мешкали у неміцних будівлях у трьох будівельних таборах у Аппер-Кіс. Коли евакуаційний поїзд не зміг дістатися до таборів перед бурею, загинуло понад 200 ветеранів. Їх смерть викликала гнів та звинувачення в безгосподарному управлінні, що призвело до розслідування в Конгресі ЗДА.
Буря також закінчила 23-річне функціонування Заморської залізниці; пошкоджені колії якої так і не були відновлені, а заморське шосе (U.S. 1) замінило залізницю як основний транспортний шлях з Маямі до Кі-Вест.

### Семимильний міст
Один з найдовших мостів, що був побудований, є Семимильний міст, що з'єднав Найтс-Кі (частина міста Маратон на Міддл-Кіс) з Літтл-Дак-Кі на Ловер-Кіс. Палевий бетонний міст довжиною у 10931 метри, або 6,79 миль. Нинішній міст обходить Піджен-Кі, невеликий острів, на якому розміщувались робітники, що будували залізницю Генрі Флаглера у 1900-х роках, через яку переходив оригінальний «Семимильний міст». 3,5-кілометрова ділянка старого мосту залишається доступною до острова, хоча він був закритий для руху транспорту 4 березня 2008 року. Флоридський департамент транспорту визнав небезпечним старіння структури. Очікується, що в липні 2008 року розпочнеться дорогий ремонт, що, як оцінюється, складе 34 мільйони доларів.

### Заморське шосе
Після знищення Заморської залізниці ураганом Дня праці 1935 року залізничні мости, включаючи Семимильний міст, були перетворені на автомобільні шляхи. Ця дорога, американська шосе 1, стала Заморським шосе, що пролягає від Кі-Ларго на південь до Кі-Весту. Сьогодні це унікальне шосе дозволяє подорожувати тропічними островами Флорида-Кіс та переглядати екзотичні рослини та тварини, що більше ніде не зустрічаються на материковій частині США та найбільшій ланцюг коралових рифів у США.

### Кубинські вигнанці
Після Кубинської революції багато кубинців, які не хотіли жити при комуністичному уряді, емігрували до Південної Флориди. Велика громада кубинців оселилася у Кі-Вест. Флорида-Кі все ще приваблюють кубинців, що залишають свою батьківщину, і історії про плоти, що прибиває до берега, не рідкість.  

### Конч Республіка
У 1982 році прикордонний патруль Сполучених Штатів створив блокпости та огляди на шосе США 1, для перевірки транспорту на наркотики й недокументованих осіб. Міська рада Кі-Вест неодноразово скаржилася на дорожні перешкоди, що стали великою незручністю для мандрівників, і завдали шкоди важливій туристичній галузі.
Вони зазнали невдачі у різних скаргах і спробах отримати законний наказ на заборону блокади у федеральному суді в Маямі. Тому 23 квітня 1982 року мер Кі-Вест Денніс Вардлоу та міська рада оголосили незалежність міста Кі-Вест, назвав його «Конч республіка». Після однієї хвилини незалежності він (як прем'єр-міністр республіки Конч) здався офіцеру Військово-морської станції Кі-Вест (NAS) і попросив 1 мільярд доларів у якості «іноземної допомоги» Республіці Конч.
Трюк створив велику розголошення про важке становище Кіс, й блокпост інспекційної станції було знято. Ідея Концької республіка забезпечила нове джерело доходу для Флорида-Кіс шляхом продажу туристичних пам'яток. Концька республіка брала участь у пізніших протиурядових протестах.

## Геологія
Північний та центральний відділи Флорид-Кіс — це відкриті ділянки стародавнього коралового рифу, вапняку Кі-Ларго. Найпівнічніший острів, що виник внаслідок стародавнього рифового утворення, — Елліотт-Кі, у національному парку Біскейн. На північ від Елліотт-Кі — кілька невеликих перехідних Кі, складених з піску навколо невеликих ділянок відкритого стародавнього рифу. Далі на північ, Кі-Біскейн та місця на північ — бар'єрні острови, утворені піском. Острови в південно-західній частині ланцюга, від Біг-Пайн-Кі до Маркізас-Кіс, є відкритими ділянками Маямського вапняку.
Флорида-Кіс прийняли теперішню форму внаслідок кардинальних змін рівня моря, пов'язаних з недавніми зледеніннями або крижаними сторіччями. Починаючи приблизно 130 тисяч років тому, Сангамонський етап підняв рівень моря приблизно на 7,6 м вище поточного рівня. Вся Південна Флорида була вкрита мілководним морем. Кілька паралельних ліній рифу утворилися уздовж краю затопленої Флоридської платформи, що простягається на південь, а потім на захід від нинішньої області Маямі до нинішнього Драй-Тортугас. Цей риф утворив вапняк Кі-Ларго, що проявився на поверхні від Солджер-Кі (посередині між Кі-Біскейн та Елліотт-Кі) до південно-східної частини Вайт-Пайн-Кі та Ньюфаунд-Харбор-Кіс. Типи коралів, що утворювали вапняк Кі-Ларго, можна визначити на відкритій поверхні цих острівців.
Починаючи приблизно з 100 тисяч років тому, зледеніння Вісконсина почало знижувати рівень моря, оголюючи кораловий риф та навколишні морські відкладення. До 15 000 років тому рівень моря впав від 90 до 110 метрів нижче сучасного рівня. Оголені рифи та відклади були сильно розмиті. Кисла вода, що може виникнути внаслідок загнивання рослинності, розчиняє вапняк. Деякі з розчинених вапняків перекинулися у вигляді щільнішої капелюхової скелі, що можна побачити як наслонення над вапняками Кі-Ларго та Маямі по всіх Кіс. Вапняк, що розмивався від рифу, утворив ооліти в мілководному морі за рифом, і разом зі скелетними рештками мохуваток утворив вапняк Маямі, що є поточним поверхневим покровом нижнього Флоридського півострову та нижніх Кіс від Біг-Пайн-Кі до Кі-Вест. На захід від Кі-Вест стародавній риф вкритий недавнім вапняним піском. Хоча острови верхнього та середнього Кіс утворюють довгу вузьку дугу, острівці нижніх Кіс перпендикулярні до лінії цієї дуги. Ця конфігурація виникла зі старовинної системи відливів. Ґрати літифіковані та зі змінами рівня моря в даний час виявлені як острови, тоді як канали між ґратами зараз відокремлюють острови.
Зразу від берегів Флорида-Кіс уздовж краю Флоридської протоки розташовано Флоридський риф (також відомий як Флоридський рифовий тракт). Флоридський риф простягається на 270   км від скель Фовей на схід від Солджер-Кі на південь від Маркезас-Кіс. Це третя за величиною система бар'єрних рифів у світі.

## Навколишнє середовище

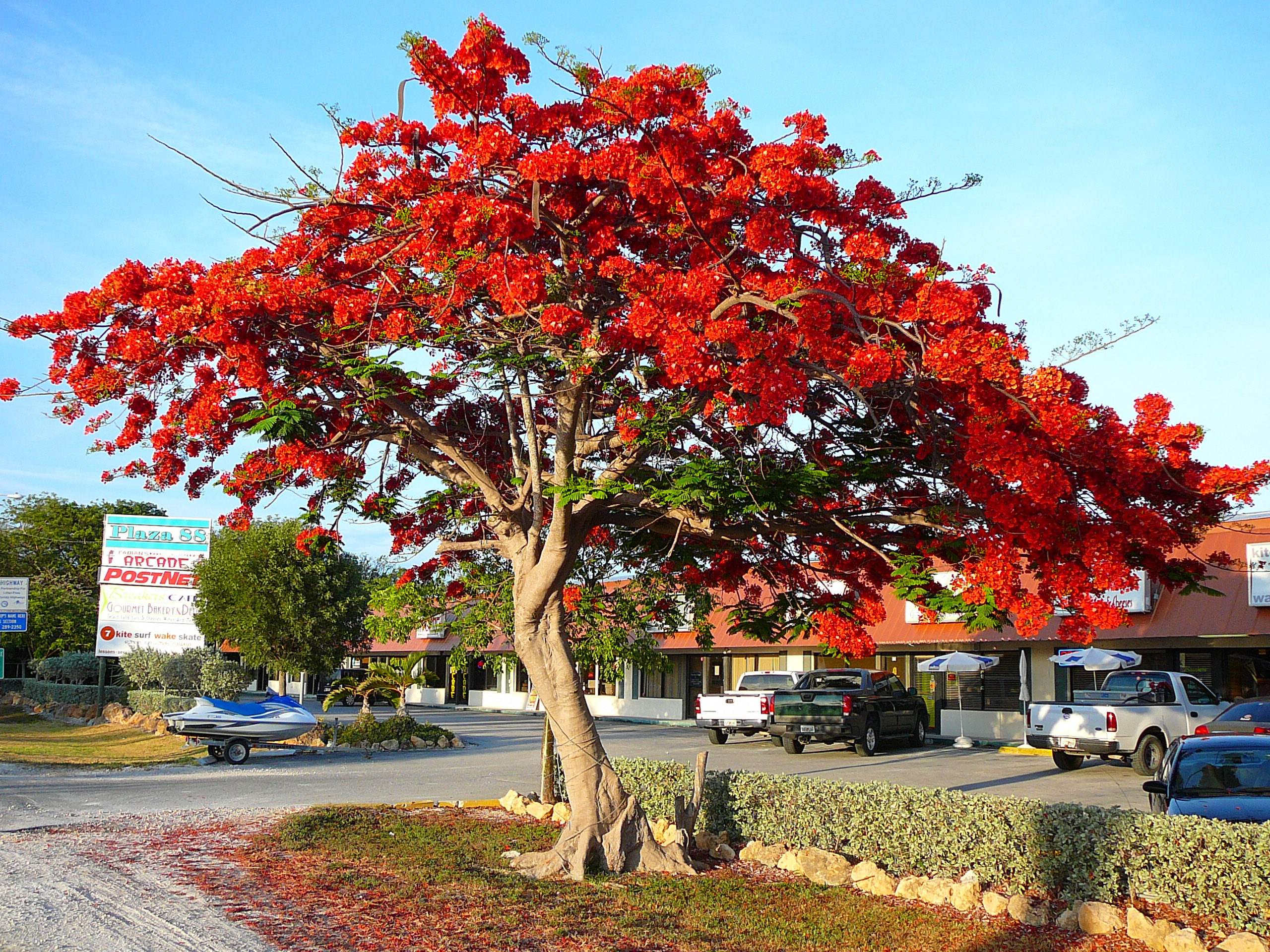
Дерево Королівська Поінсіана в повному розквіті у штаті Флорида, свідчить про тропічний клімат Південної Флориди

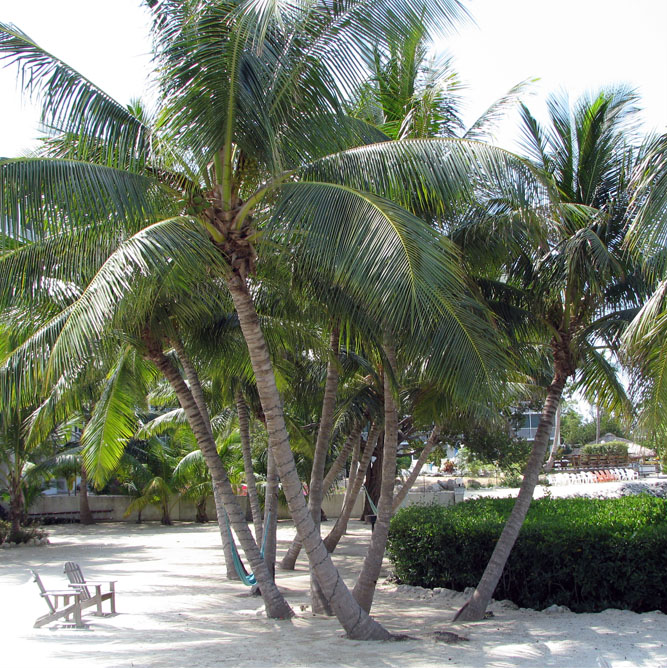
Кокосові пальми ростуть по всій Південній Флориді.

Клімат та середовище Флорида-Кіс ближче до тих, що є у Карибському басейні, ніж у решті Флориди, хоча на відміну від вулканічних островів Карибського моря, Кіс утворені рослинами та тваринами. Острови верхніх Кіс складаються з піщаного типу скупчень вапнякових зерен, вироблених рослинами та морськими організмами. Нижні Кіс — це залишки великих коралових рифів, що стали скам'янілими та оголеними, коли рівень моря знизився.
Природними середовищами існування Кіс є ліси суходолу, внутрішні заболочені та берегові зони. Ґрунт коливається від піску до мергелю до насиченого розкладеного листяного посліду. У деяких місцях «капрок» (еродована поверхня коралових утворень) покриває землю. Дощ, що потрапляє через листяне сміття, стає кислим й розчиняє діри у вапняку, де накопичується ґрунт і коріння дерев.

### Флора і фауна

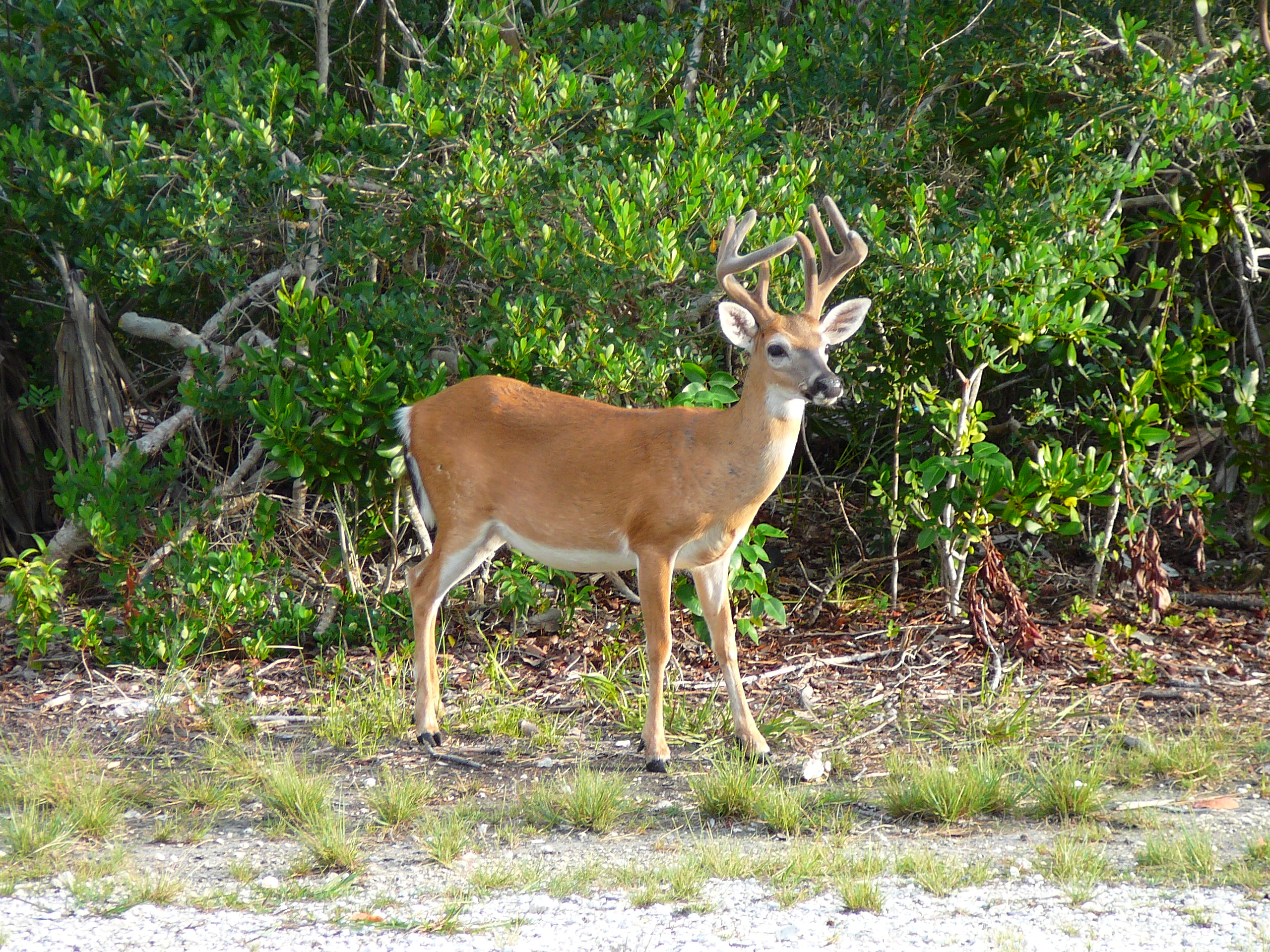
Самець Кі-олень на Ноу-Нейм-Кі на нижніх Кіс

Флорида-Кі мають характерні рослинні та тваринні види, яких більше ніде немає у Сполучених Штатах, а Кіс визначені їх північною межею поширення. Клімат також дозволяє процвітати багатьом іноземним рослинам. Майже будь-яка кімнатна рослина, що відома комерційно, й більшість ландшафтних рослин Півдня, можуть процвітати в кліматі Кіс. Деякі екзотичні види, що з'явилися як ландшафтні рослини, зараз нападають та загрожують місцевим видам.
Рідна флора Кіс різноманітна, включаючи членів обох помірних родин, таких як клен червоний (Acer rubrum), сплеш сосна (Pinus elliottii var. Densa) та дуби (Quercus spp.), що ростуть у південному кінці їх поширень; і тропічні сім'ї, включаючи махогані (Swietenia mahagoni), гумбо-лімбо (Bursera simaruba), пробки (Eugenia spp.), Ямайський догвуд (Piscidia piscipula) та багато інших, що ростуть лише в тропічному кліматі. Кілька видів пальм є уродженцями Флорида-Кіс, включаючи флоридську солом'яну пальму Thrinax radiata, що зростає до своїх найбільших розмірів у Флориді на островах Кіс.
На Кіс також існують унікальні тваринні види, включаючи американського крокодила, оленя Кі, що охороняється Національним притулком для оленів і Кі-Ларго дерев'яним щуром. Кіс — найпівнічніший ареал американського крокодила, що є ендемічним від Південної Америки до Панами, на північ від Флорида-Кіс. Кі-Ларго дерев'яний щур зустрічається лише у північній частині його однойменного острова й є центром управлінської діяльності у Національному притулку для дикої природи Крокодилового озера. Близько 110 км на захід від Кі-Вест розташовано Національний парк Драй-Тортугас, один з найбільш закритих й тому добре збережених у світі.
Води, що оточують Кіс, є частиною природоохоронної території, відомої як Національний морський заповідник Флорида-Кіс.

## Клімат
Клімат Флорида-Кіс — тропічна савана (кліматична класифікація Köppen: Aw). Крім деяких районів прибережного Маямі — це єдиний район у ЗДА, що ніколи не мала мінусову температуру після заселення. Рекордно низький рівень в Кі-Вест — 5 °C у 1886 й 1981 роках, і низькі температури нижче 8,9° С рідкісні. Більшість Флорида-Кіс потрапляють у зону 11а-11б USDA.
На Флорида-Кіс два основні «сезони», спекотний й вологий сезон з червня по жовтень, й сухий сезон з листопада до квітня, що характеризується невеликою кількістю опадів, сонячним небом та теплими бризовими умовами. Теплий та сонячний зимовий клімат з середніми максимумами в середині 24 °C й мінімуми вище 15 °C, є основним туристичним сезоном на Флорида-Кіс. Кі-Вест — найсухіше місто у Флориді, і більшість островів Флорида-Кіс можуть ставати досить сухими у розпал сухого сезону. Деякі з найбільш поширенною рослинністю на Кіс є чагарниками, низькорослими через сильне сонце, швидкий дренаж піщаного ґрунту та посушливий зимовий клімат. Шаблон:Key West weatherbox

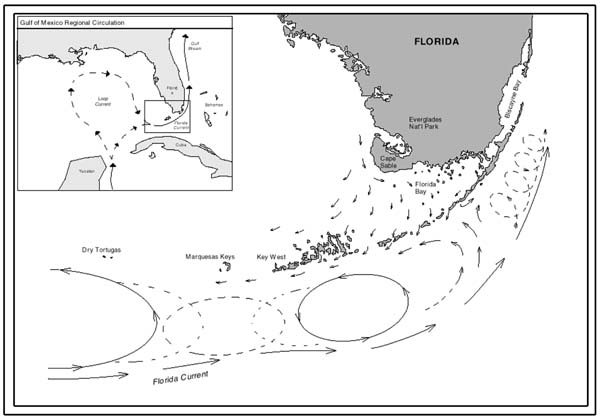
Типові потоки течії по всій Флорида-Кіс (NOAA червень 2010 р.)

Флорида-Кіс час від часу загрожують тропічні бурі та урагани, що призводять до евакуації на материк. Ураган Жорж, знищивши значну частину житла та інфраструктури на багатьох островах Карибського басейну, завдав збитків та масштабних затоплень на Нижніх Кіс у 1998 році, перш ніж здійснив викід на Міссісіпі. У 2005 році урагани Катріна, Ріта та Вільма вплинули на Кіс (хоча жоден не зробив прямого удару), завдавши широкої шкоди та затоплення. Найсильнішим ураганом, що вдарив по району, був ураган Дня праці 1935 року, ураган категорії 5.
Тропічні циклони представляють особливі небезпеки та проблеми для Кіс. Оскільки жоден з островів не перевищує 6,1 метрів над рівнем моря (а багатьох — висота лише 50-100 см), і вода оточує острови, майже кожна місцевість піддається повені, а також ураганним вітрам. У відповідь, багато будинків на Кіс побудовані на бетонних дибах, перший поверх не має законних умов для помешкання та огороджені відривними стінами, що не сильно прикріплені до решти будівлі. Тим не менш, округ Монро, як повідомляється у Федеральному реєстрі, підрахував, що існує від 8000 до 12000 незаконних жител, що населені людьми.
Через загрозу штормового сплеску евакуації проводяться регулярно, коли Національна служба погоди видає ураганове попередження, а інколи замовляють попередження через тропічні бурі (шторми). Евакуація Кіс лежить на двосмуговому шосе до материка. Оцінки часу для евакуації цілих Кіс складає від 12 до 24 годин. Оцінки евакуації важливі, звичайно, у плануванні надзвичайних ситуацій, але також тому, що вони є чинником місцевих та державних норм контролю над розвитком. Зростання видачи дозволів на будівництво у 2005 році, коли органи місцевого самоврядування зменшили оцінки часу на евакуацію населення архіпелагу.
10 вересня 2017 року ураган Ірма кинувся на Куджо-Кі. Буря знищила приблизно 25 % будинків на Кіс, ще 65 % зазнали великих збитків. Більшість мешканців евакуювались до того, як сюди зайшов буревій.

## Основні острови

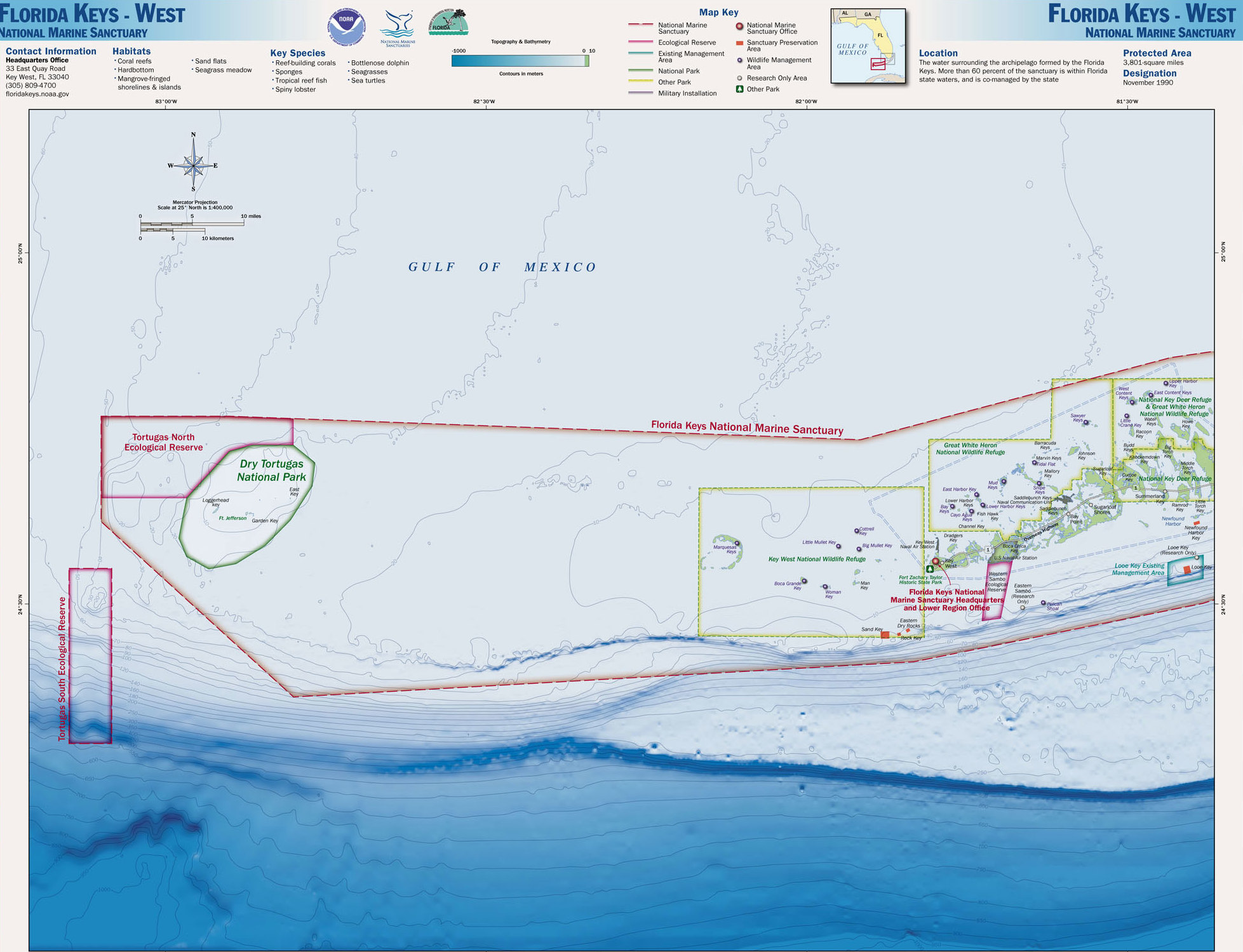
Карта Флорида-Кіс, від Драй-Тортугаса до Літтл-Торч-Кі, що показує межі Національних морських заказників

Шосе США 1, «Заморське шосе», пролягає більшістю населених островів Флорида-Кіс. Острови перелічені у порядку з південного заходу на північ. Маркери миль вказані для островів Кіс, через які проходить Заморське шосе.
- Драй-Тортугас
- Логгерхед-Кі (острівець лісоруба)
- Маркізас-Кіс (Маркизькі острівці)
- Сансет-Кі (Острівець заходу сонця)
- острів Вістерія
- Кі-Вест (милі 0-4)
- Флемінг-Кі
- Сигсбі-Кі (на північ на 2¾ милі)
- острів Сток (миля 5)
- Ракун-Кі (Єнотовий острівець на північ 5¼ милі)
- Бока-Чіка-Кі (7-8 милі)
- Рокланд-Кі (9 миля)
- Іст-Рокланд-Кі (9½ миля)
- Біг-Коппітт-Кі (10 миля)
- Гейгер-Кі (на південь 10 милі)
- Шарк-Кі (на північ 11 милі)
- Саддлбанч-Кі (12-16 милі)
- Ловер-Шугарлоаф-Кі (17 миля)
- Парк-Кі (18 миля)
- Шугарлоаф-Кі (19-20 милі)
- Куджо-Кі (21-23 милі)
- Нокемдаун-Кі
- Саммерланд-Кі (24-25 милі)
- Рамрод-Кі (27 милі)
- Міддл-Торч-Кі, Біг-Торч-Кі (на північ на 27¾ милі)

- Літтл-Торч-Кі (28½ миля)
- Біг-Пайн-Кі (30-32 милі)
- Ноу-Нейм-Кі

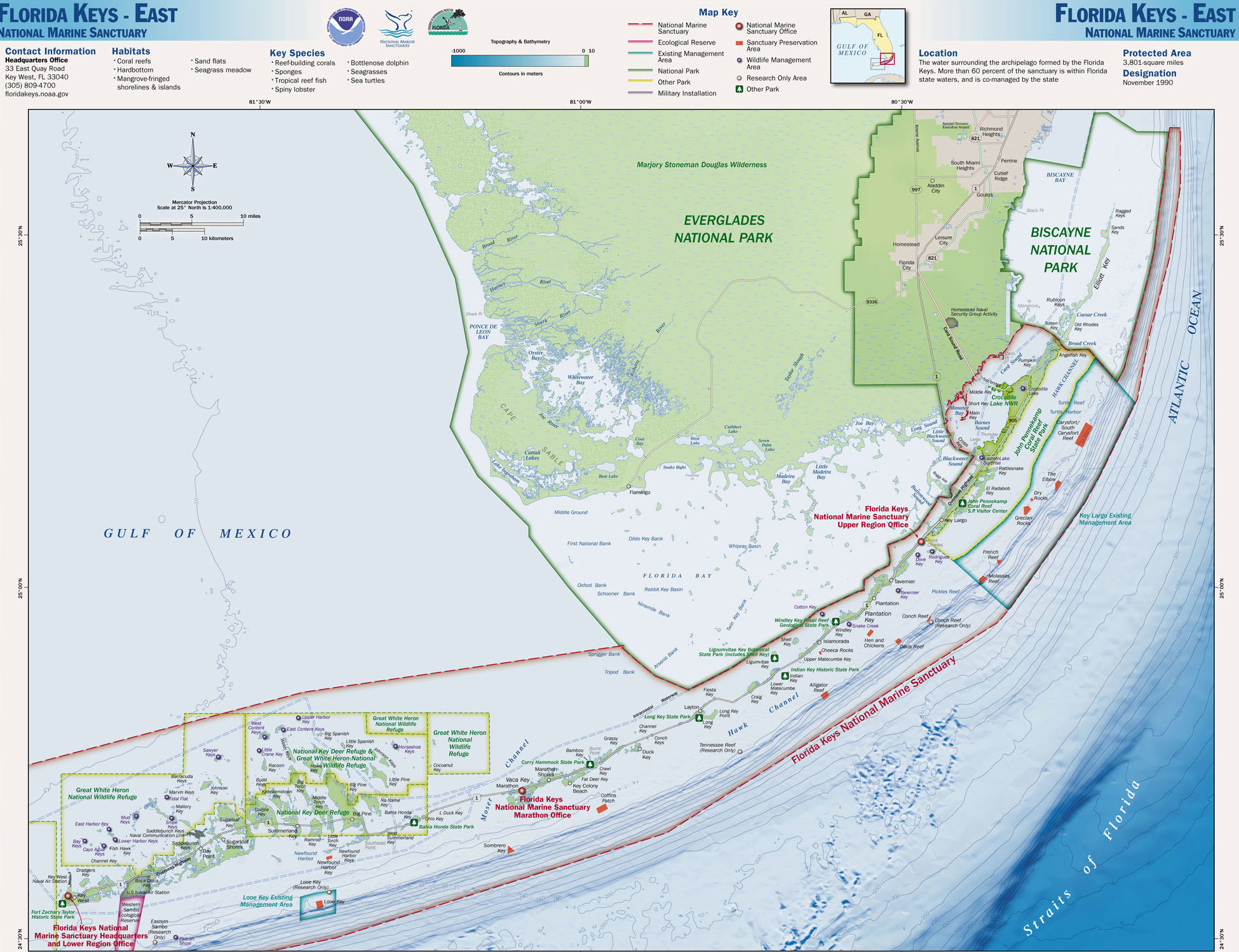
Карта Флорида-Кіс, від Кі-Веста до Раггед-Кіс у національному парку Біскейн, що показує межі національних морських заказників (карта перекривається вище від Кі-ест до Літтл-Торч-Кі)

- Скаут-Кі (34-35 милі), раніше відомий як Вест-Саммерланд-Кі
- Бая-Хонда-Кі (37-38 милі)
- Охайо-Кі (38¾ милі), також відомий як Саншайн-Кі
- Міссурі-Кі (39¼ милі)
- Літтл-Дак-Кі (39¾ милі)

Семимильний міст (40-46¾ милі) відокремлює нижні Кіс від середніх Кіс.
- Піджеон-Кі (на північ біля 45 милі; доступ знаходиться на 46¾ милі)
- Найтс-Кі (47 миля)
- Вака-Кі (48-53 милі)
- Бут-Кі (на південь від 48 милі; міст закрито)
- Фат-Дір-Кі (53¼-55 милі)
- Шелтер-Кі (на південь від 53¾ милі)
- Лонг-Пойнт-Кі (56 миля)
- Кроул-Кі (56½ миля)
- Грасс-Кі (58-60 милі)

Найтс-Кі, Вака-Кі, Бут-Кі, Лонг-Пойнт-Кі, Кроул-Кі та Грасс-Кі, а також більшість острівців Фат-Дір-Кі у межах міста Маратон. Решта Фат-Дір-Кі та більша частина Шелтер-Кі, є частиною Кі-Колоні-Біч
- Дак-Кі (61 миля)
- Конч-Кі (62-63 милі)

Міст Лонг-Кі (63¼-65¼ милі) відокремлює середні Кіс від верхніх Кіс.
- Лонг-Кі (66-70 милі), раніше відомий як Раттлеснейк-Кі
- Фієста-Кі (на північ від 70 милі)
- Крейг-Кі (72 миля)
- Ловер-Мейткамбл-Кі (74-77 милі)
- Лігнумвіта-Кі
- Індіан-Кі
- Індіан-Кі-Філл (79 миля)
- Ті-Тейбл (79½ миля)
- Аппер-Мейткамб-Кі (80-83 милі)
- Вінли-Кі (85 миля)
- Плантейшн-Кі (86-90 милі)

Ловер-Мейткамбл-Кі до Плантейшн-Кі відносяться до села Ісламорада. Неформальні поселення Кі-Ларго, Норт-Кі-Ларго та Таверньєр розташовані на острові Кі-Ларго.
- Кі-Ларго (91-107 милі)
- Кросс-Кі (109—112 милі)

Усі острівці на північ від Брод-Крика розташовані у національному парку Біскейн та повіті Маямі-Дейд. Нижче перелічені «справжні» Флорида-Кі (відкриті старовинні коралові рифи):
- Олд-Родос-Кі
- Тоттен-Кі
- Рейд-Кі
- Рубікон-Кі
- Адамс-Кі
- Еліотт-Кі

Далі — «перехідні Кіс», що постали з оголеного стародавнього рифу, що оточений піском.
- Сендс-Кі
- Бока-Чіта-Кі
- Раггед-Кі
- Солджер-Кі

Кі-Біскейн — це не один з островів Флорида-Кіс, є найпівденнішим з бар'єрних островів уздовж Атлантичного узбережжя Флориди.

## Транспорт

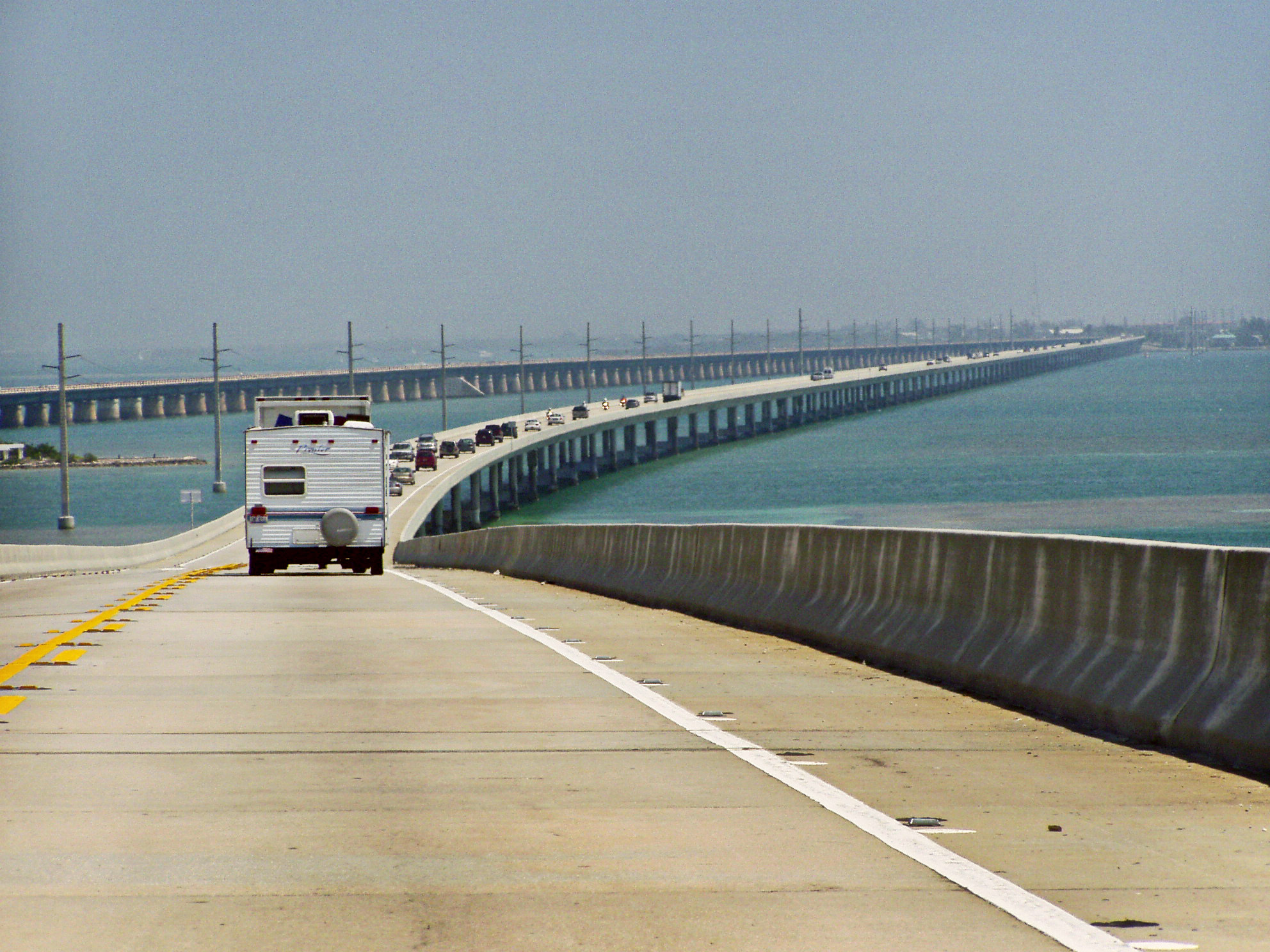
Семимильний міст є частиною Заморського шосе.

Основна ланцюг островів Флорида-Кіс може подорожувати автомобілем Заморським шосе, 204 кілометрова ділянка автошляху 1 США, що пролягає від Кі-Вест до Форт-Кента у штаті Мейн. Шосе було побудовано паралельно первинному маршруту Заморської залізниці, що не була відбудована після урагану Дня праці 1935 року. Ще до урагану дорожні ділянки та мости автомобільних доріг дозволили автомобільному руху проїхати з Маямі до Ловер-Мейткумб-Кі, де автомобільний пором єднав з іншою ділянкою шляху через нижні Кіс. Після урагану деякі первинні залізничні мости були переобладнані для автошляху. Ці мости використовувались до 1980-х років, коли поруч побудували нові мости автошляху. Багато первинних залізничних й автомобільних мостів залишаються сьогодні пішохідними рибацькими пірсами.

### Громадський транспорт
На Флорида-Кіс є громадський автобусний транспорт.

### Небезпеки на дорогах
Незважаючи на реконструкцію, автодорога 1 США не була розширена у великих масштабах, і сьогодні більша частина маршруту складається лише з двох смуг. Через свій тропічний клімат Флорида-Кіс щорічно приваблюють кілька сотень тисяч туристів. Хоча деякі відвідувачі приїжджають через міжнародний аеропорт Кі-Вест та аеропорт Кіс-Маратон у Маратоні, круїзним судном або поромом з Маямі, Форт-Маєрса або з острова Марко, переважна більшість туристів їде з материка на автодорогою 1 США. Зважаючи на вузькість дороги, відсутність альтернативного шляху автодорога 1 США у повіті Монро має найвищу смертність на душу населення через автомобільні аварії у штаті Флорида.

## Культура та відпочинок
Основними галузями господарства є рибальство та туризм, включно з екотуризмом, з багатьма скуба-дайверам у заповідних водах району. Пором   тепер єднає Кі-Вест й Фортом-Майєрс, а також з остров Марко на північ від материка, уздовж західного краю Флоридської затоки.

### Відпочинок на темному небі

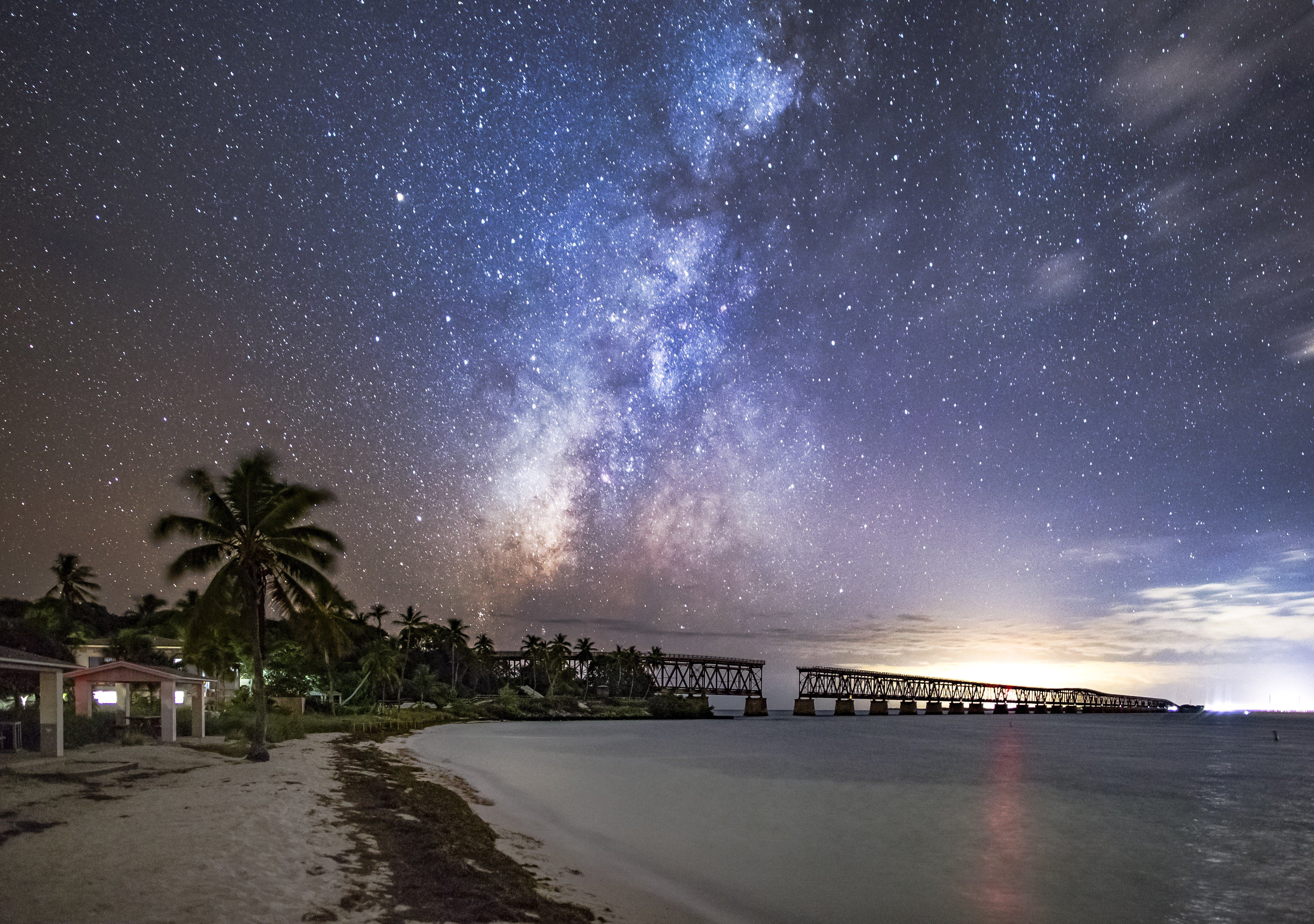
20-секундна експозиція Чумацького Шляху на Бая-Хонда-Кі — жовтень 2016 року

Середні та нижні Флорида-Кі є одними з небагатьох місць з темним небом Південної Флориди, доступних на автомобілі, завдяки їхньому положенню вздовж Атлантичного океану, а отже, із південним небом, що не пошкоджене світловим забрудненням, пов'язаним з міською забудовою.
Державний парк Баїя-Хонда — добре відоме місце темних небес серед місцевих мешканців, де відкриваються безперешкодні види південного нічного неба й де проводять щорічні аматорські збори з астрономії.

### ЗМІ
- Кі-Вест Сітізен